# Jaime Rodríguez
Jaime Rodríguez (n. 17 ianuarie 1959, San Salvador, El Salvador) este un fost fotbalist salvadorian.
Rodríguez a jucat pentru echipa națională a El Salvadorului la Campionatul Mondial din 1982.